# Tallkotteskivling
Tallkotteskivling (Strobilurus stephanocystis) är en svampart som först beskrevs av Kühner & Romagn. ex Hora, och fick sitt nu gällande namn av Rolf Singer 1962. Tallkotteskivling ingår i släktet Strobilurus och familjen Physalacriaceae.  Arten är reproducerande i Sverige. Inga underarter finns listade i Catalogue of Life.

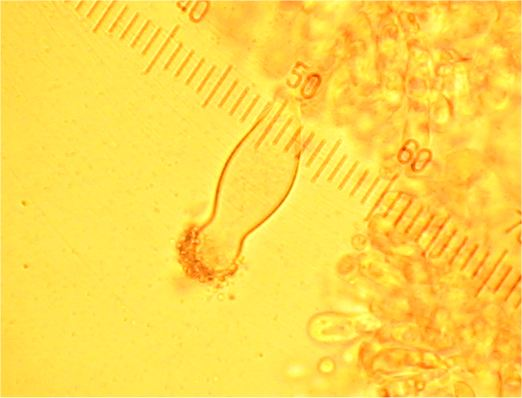
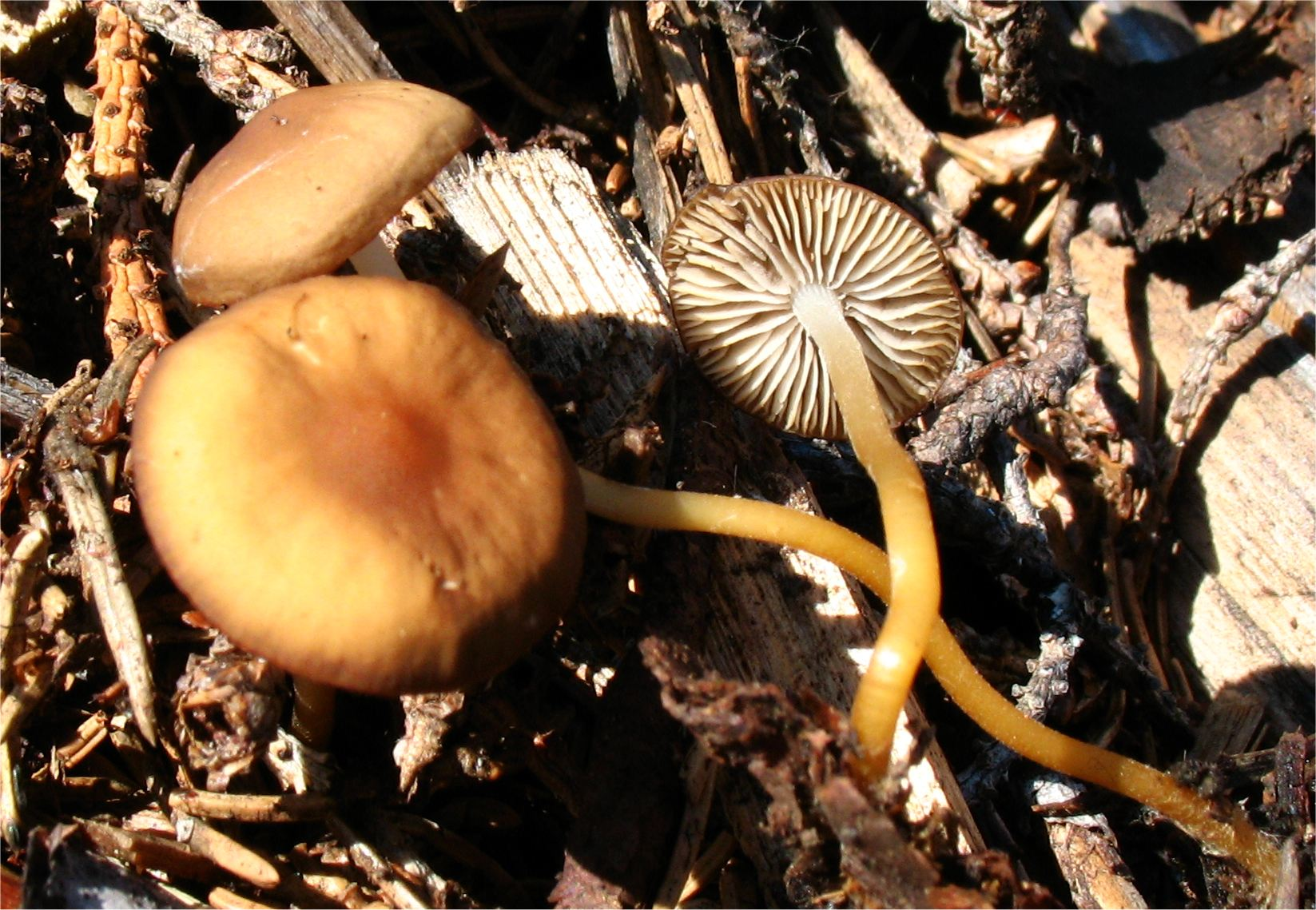
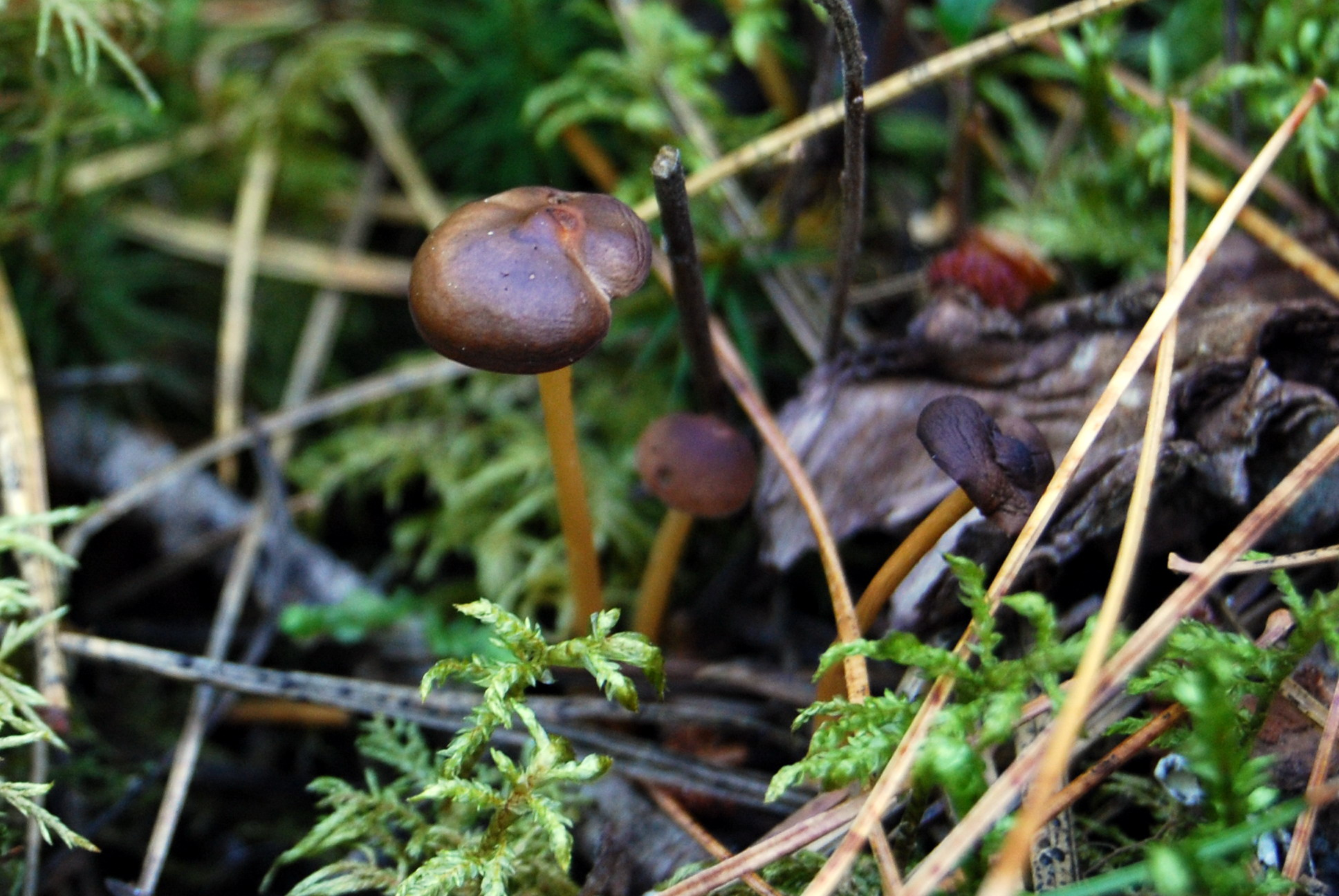
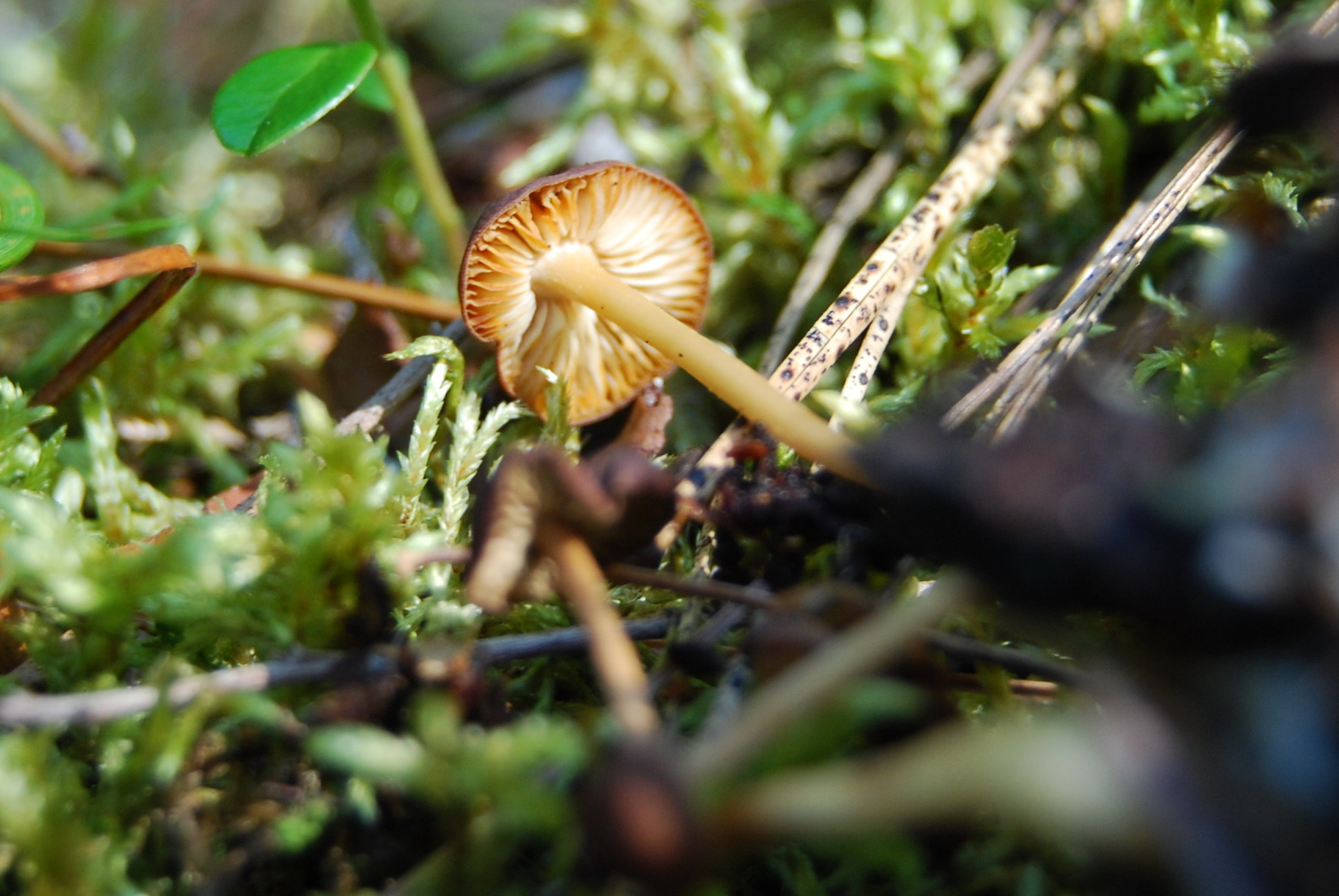